# Viridigona longiseta
Viridigona longiseta är en tvåvingeart som beskrevs av Stefan Naglis 2003. Viridigona longiseta ingår i släktet Viridigona och familjen styltflugor.
Artens utbredningsområde är Belize. Inga underarter finns listade i Catalogue of Life.